# 彼女との正しい遊び方
『彼女との正しい遊び方』（かのじょとのただしいあそびかた）は、テレビ朝日系列（一部系列局除く）で、2007年3月23日に放送されたテレビドラマである。
第6回テレビ朝日21世紀新人シナリオ大賞ドラマとして制作され、後日放送分も含めると、全国21のテレビ局で放送された。
DVDが2008年7月2日に発売された。

## あらすじ
優奈（黒川智花）と恭史（水嶋ヒロ）は幼馴染。小さい頃に優奈が言い始めたゲームが高校生になった今でも続いている。
そのゲームとは二人でいる時だけ優奈が姫で、恭史が家来になるということ。そして姫の言うことは絶対ということ。姫と家来の関係が他の人に知られてしまったらゲームオーバーという約束だったが誰にもばれないまま高校生に。
優奈は才色兼備でクラスのアイドル的存在、恭史は勉強も存在もパッとしないため、クラスでは一言も口を聞かないが、ひとたび二人だけになると、「優等生」のはずの優奈は恭史の前で我まま放題の「姫」となる。ところが、そんな二人の関係を気づき始めたクラスメイトがいる上に、大学の進路という現実的な問題も浮上して……。

## キャスト
- 日村優奈：黒川智花
- 藤木恭史：水嶋ヒロ
- 水野英昭：濱田岳
- 佐々岡舞子：江澤璃菜
- 大友剛：岡見時秀（上々軍団）
- 小山圭一：鈴木啓太（上々軍団）
- 西園寺静香：谷村美月
- 遠藤和也：松尾敏伸
- 岡崎美佳：山内映美莉
- 日村優奈（子供時代）：北澤鞠佳
- 藤木恭史（子供時代）：松川真之介
- 住田昌幸：光石研
- 青柳文太郎、上原みな、池田圭

## 主題歌
- ナナムジカ「アメノチハレ」

## スタッフ
- 脚本：朝倉寛
- 演出：木内麻由美
- ロケ協力：栃木県フィルムコミッション、小山町フィルムコミッション、那須烏山市、さくら市　ほか
- 技斗：釼持誠
- 技術協力：テイクシステムズ、ブル
- 照明協力：テレテック、共立
- 美術協力：テレビ朝日クリエイト
- 音響効果：スポット
- ライン編集：バスク
- 装飾：テレフィット
- 衣装：松竹衣裳
- プロデュース：伊東仁(テレビ朝日)
- 制作協力：国際放映(協力プロデュース：櫻井美恵子、長谷川直人)
- 制作著作：テレビ朝日